# Стек, Джордж
Его Высокопреосвященство Джордж Стек (англ. George Stack, 9.05.1946 г., Корк, Ирландия) — католический прелат, архиепископ Кардиффа.

## Биография
Джордж Стек родился 9 мая 1946 года в городе Корк, Ирландия. В 1960 году поступил в семинарию, в 1971 году был рукоположён в дьякона, а 21 мая 1972 года — в священника, после чего работал викарием в приходе святого Иосифа в Хэнвелле. С 1974 по 1977 год Джордж Стек обучался в университетском колледже Пресвятой Девы Марии в Туикенеме, после окончания которого получил научную степень бакалавра. Работал в приходах святого Павла в городе Вуд-Грин и Пресвятой Девы Марии Помощницы Христиан в Лондоне. В 1990 году был назначен генеральным викарием архиепархии Вестминстера. С 1993 года был администратором Вестминстерского собора.
12 апреля 2001 года папа Иоанн Павел II назначил Джорджа Стека титулярным епископом Гемеллы Нумидийской и вспомогательным епископом архиепархии Вестминстера. 10 мая 2001 года Джордж Стек был рукоположён в епископа.
19 апреля 2011 года папа Бенедикт XVI назначил Джорджа Стека ординарием архиепархии Кардиффа. 20 июня 2011 года состоялось введение в должность архиепископа Кардиффа. 29 июня 2011 года Джордж Стек получил в Риме паллий из рук Бенедикта XVI .